# Sobasina amoenula
Espèce
Sobasina amoenula est une espèce d'araignées aranéomorphes de la famille des Salticidae.

## Distribution
Cette espèce est endémique des Salomon. Elle se rencontre à Vanikoro dans les îles Santa Cruz et à Makira.

## Description
La femelle holotype mesure 3 mm. La femelle décrit par Wanless en 1978 mesure 3,28 mm. Cette araignée est myrmécomorphe.

## Publication originale
- Simon, 1898 : Études arachnologiques. 28e Mémoire. XLIII. Arachnides recueillis par M. le Dr Ph. François en Nouvelle-Calédonie, aux Nouvelles-Hébrides (Mallicolo) et à l'île de Vanikoro. Annales de la Société Entomologique de France, vol. 66 p. 271-276 (texte intégral).